# 森村 (高知県)
森村（もりむら）は、高知県土佐郡にあった村。現在の土佐町の東半（田井を除く）にあたる。

## 地理
- 山岳：東門山、能谷山、岩躑躅山、笹ヶ峰
- 河川：吉野川、伊勢川川、地蔵寺川、瀬戸川

## 歴史
- 1889年（明治22年）4月1日 - 町村制の施行により、柚木村・南川村・和田村・境村・南泉村・宮古野村・土居村・相川村・溜井村・笹ヶ谷村・高須村・樫山村の区域をもって発足。
- 1955年（昭和30年）3月31日 - 地蔵寺村・長岡郡田井村と合併して土佐郡土佐村が発足。同日森村廃止。